# Pointis-de-Rivière

Pointis-de-Rivière este o comună în departamentul Haute-Garonne din sudul Franței. În 2009 avea o populație de 859 de locuitori.

## Evoluția populației
| An        | 1975 | 1982 | 1990 | 1999 | 2006 | 2009 |
| --------- | ---- | ---- | ---- | ---- | ---- | ---- |
| Populație | 691  | 686  | 740  | 792  | 836  | 859  |